# ゲーメストワールド
『ゲーメストワールド』は、新声社より1995年から1997年まで発行されていた読者投稿主体のゲーム雑誌。

## 概要
アーケードゲーム雑誌『ゲーメスト』を基に創刊された、ゲーム専門の投稿雑誌。創刊当初はゲーメストの別冊扱いで隔月刊だったが、第8号でゲーメストから正式に独立し、月刊誌となる。
しかし、後に同誌の個人広告ページ「フリーマーケット」（後述）をメインに据えた情報誌『X（クロス）マーケット』へとリニューアルすることになり、1997年11月発売の第25号を最後に休刊した。

## 主なコーナー
ゲーワー大事典
毎回決まったテーマで事典を作る企画。大抵はその号の特集と同じテーマが使われていたが、稀に異なる場合もあった。
ゲーワーCOUNT NOW
巻末の専用ハガキで行われる、ゲームキャラクターの人気投票。部門はアーケード、コンシューマ、そして月替わりのテーマ投票（「○○が似合うキャラ」等）の3種類。
TRPGで遊ぶじゃん！
TRPGを紹介するコーナー。雑誌の読者層に合わせ、比較的初心者向けのルール説明などがされた。
超美粒子ベルト地帯
カラーイラストの投稿コーナー。
マテリアル・アセンブリー
ゲームキャラクターの公式設定資料を紹介するページ。
コミックシアター
ゲームを題材としたパロディ漫画の投稿コーナー。
ゲームサイドストーリーズ
ゲームを題材としたパロディ小説の投稿コーナー。
まるじりカンパニー
アニメ作品に関連した投稿コーナー。
ワールドジャングル
総合的な投稿ページ。ギャグが多い。
フリーマーケット
売買や仲間募集などの個人広告を扱うページ。「投稿」ではなく、掲載料を払ってスペースを買い取る形だった。

## 掲載漫画作品
『EDIT・MODE』（吉崎観音）
『わさくれ研究所』（難波晶）
『おたくの花道』（チアノーゼ小泉）

## 特集記事
タイトル名が略称のものもあるが、誌面でのタイトル表記に従った。
- Vol.1 ヴァンパイアハンター
- Vol.2 ストリートファイターZERO
- Vol.3 KOF95
- Vol.4 ときめきメモリアル
- Vol.5 サムライスピリッツ 斬紅郎無双剣
- Vol.6 RPG
- Vol.7 スーパーロボット大戦
- Vol.8 ストリートファイターZERO2
- Vol.9 ホラー
- Vol.10 夏コミ、同人誌
- Vol.11 サイキックフォース
- Vol.12 KOF96
- Vol.13 落ちもの・パズルゲーム
- Vol.14 96ゲームグラフィティ
- Vol.15 冬コミ
- Vol.16 シミュレーションゲーム
- Vol.17 ポリゴン格闘ゲーム、新世紀エヴァンゲリオン
- Vol.18 ファイナルファンタジー
- Vol.19 ストリートファイターIII
- Vol.20 アンジェリーク
- Vol.21 夏コミ
- Vol.22 ヴァンパイアセイヴァー
- Vol.23 ファイナルファンタジー
- Vol.24 KOF97
- Vol.25 ギャルゲー（最終号）
- （Vol.26 97ゲームグラフィティ） - 投稿募集は行われたものの、未発売に終わった。

## 表紙イラスト
基本的に、一般のイラスト投稿者による描き下ろしを用いていた。毎月の読者投票によって選ばれた投稿者に、編集部が改めて次の特集内容に合わせた表紙イラストを依頼する形式を採っていた。
なお、創刊号の表紙は当時投稿者だった鈴木次郎、Vol.2の表紙は『ヴァンパイアハンター』のイラストコンテスト入賞者であるえだやん（現在はカプコンに所属している）がイラストを担当している。

## 敬称指定
通常の雑誌ではネタが掲載された投稿者の名前には「さん」付けがされるが、この雑誌では投稿者自身が自分への敬称を「××様」「××ちゃん」など、好きなものを指定することができた。そのため、「××卿」「××軍曹」「××大僧正」のような仰々しい敬称や、「××るん」「××ぷー」「××ぽよよん」のような個性的な敬称も多く見られた。